# Lozen (guerrière apache)
Pour les articles homonymes, voir Lozen.
Lozen, née vers 1840 et morte le 17 juin 1889, est une chef de guerre apache et une résistante Chihenne-Chiricahua.
Née dans les années 1840, elle fut rapidement considérée comme une guerrière expérimentée et une chamane. Selon la légende, elle était capable d’utiliser ses pouvoirs (Diya) durant la bataille afin de connaître le mouvement de ses ennemis.
Victorio disait d’elle : « Lozen est ma main droite… forte comme un homme, plus brave que la plupart d’entre eux, un vrai stratège et une protection pour notre peuple. »
Selon Peter Aleshire, Lozen combattit dans plus de campagnes contre les Mexicains et les Américains qu’aucun des grands chefs de guerre apaches, comme Cochise, Mangas Coloradas, Juh, Geronimo ou même son propre frère Victorio.

## Lozen, soutien de guerre pour Victorio
En 1877, Victorio et ses guerriers Apaches venaient de quitter la réserve de San Carlos en Arizona où ils vivaient dans des conditions déplorables. Ils commencèrent alors à écumer la région et à fuir les militaires.
Lors d’une de leurs fuites, Lozen sut trouver les mots pour inciter les femmes et les enfants, pétrifiés par la peur, à traverser le Río Grande en crue.
James Kaywaykala, qui était un enfant à l’époque, se remémore l’événement en ces termes : « Je vis une femme magnifique sur un très beau cheval, Lozen, la sœur de Victorio, Lozen la femme guerrière. » L’enfant était sur le cheval de sa grand-mère à ce moment-là. « Lozen tenait une carabine au-dessus de sa tête, elle engagea son cheval dans les eaux tumultueuses, tirant la tête de l'animal hors de l’eau avec ses rênes et, rassuré, celui-ci commença à nager. » Le reste du groupe la suivit alors dans la rivière. Quand ils atteignirent l’autre rive, transis, trempés, mais sains et saufs, Lozen vint vers la grand-mère de Kaywaykala et lui dit : « Tu prends tout le monde en charge maintenant, je dois aller rejoindre les guerriers. » Ces derniers se tenaient entre la cavalerie américaine et leurs femmes et leurs enfants pour les protéger. Lozen fit le chemin dans l’autre sens pour traverser la rivière et retourner au combat.
Plus tard, Lozen dut quitter le groupe de Victorio pour accompagner à travers le désert une mère qui venait de mettre son enfant au monde depuis le Mexique jusqu'à la réserve des Apaches Mescaleros. Elle s’était équipée d’un seul fusil, d’une cartouchière, d’un couteau et de nourriture pour trois jours. Plutôt que d’utiliser son fusil et de se faire repérer, elle utilisa son couteau lorsqu’elle dut tuer une vache parce qu'elles manquaient de nourriture. Elle vola un cheval à la cavalerie pour remplacer celui de la mère et un autre pour elle-même, cela sous les tirs des propriétaires. Elle s’empara également, plus tard, d’une selle, puis d’un autre fusil, de munitions, d’une couverture et même de la chemise d’un soldat sans qu’il ne lui arrive rien. Elles parvinrent à destination sans encombre. C’est alors qu’elle apprit que Victorio et ses hommes avaient été piégés par les forces mexicaines et les indiens Tarahumara à Tres Castillos. C’était le 14 octobre 1880. Les hommes y livrèrent leur dernière bataille. Il est dit que Victorio se tua avec son propre couteau plutôt que de se voir tué par les Mexicains.

## Après Victorio
Pensant que les blessés et les survivants auraient besoin d’elle, Lozen partit immédiatement en direction du lieu de l’embuscade. Et, passant au travers de toutes les patrouilles, elle rejoignit les survivants de son groupe menés par le patriarche Nana, 74 ans, dans la Sierra Madre occidentale. Elle combattit alors à ses côtés pendant les deux mois de représailles pour la mort de Victorio.
Nana disait d’elle : « Bien qu’elle soit une femme, il n’y a pas de guerrier qui égale la sœur de Victorio ».
Lozen combattit également auprès de Geronimo.
Alexander B. Adams, dans son livre sur Geronimo, dit d’elle qu’elle « se tenait debout les bras levés, chantant une prière à Ysun (la divinité suprême des Apaches), puis elle tournait sur elle-même jusqu’à ressentir dans ses bras la présence de ses ennemis et leur nombre. »
Elle fut faite prisonnière après la reddition de Geronimo.
Elle mourut de tuberculose durant sa détention à Mount Vernon en Alabama le 17 juin 1889.

## Hommage
- Lozen est l'un des 11 personnages jouables du jeu de rôle Abstract Aventures Steampunk, publié en mars 2020 par Les 12 Singes[6].

### Fictions littéraires
- Karl Lassiter, The Warrior's Path, Kensington Publishing Corporation, 1998.
- (en) Robert J. Avrech, The Hebrew Kid and the Apache Maiden, Seraphic Press, 2006, 228 p. (ISBN 978-0-9754382-2-0).
- Philippe Morvan, Ours, Paris, Calmann-Lévy, 2018, 378 p. (ISBN 978-2-7021-6353-5).
- John Wilson, Victorio's War, Orca Book Publisher, 2012,  (ISBN 978-1-5546-9884-4).

### Bandes dessinées
- « Lozen, guerrière et chamane », dans Culottées 1 - Des femmes qui ne font que ce qu'elles veulent, Gallimard, 2016 (ISBN 9782070601387), un chapitre est consacré à Lozen dans cette série de bandes dessinées de Pénélope Bagieu.
- « Lozen, la sœur de Victorio », dans Indians  L'ombre noire de l'homme blanc, Bamboo Edition, 2022 (ISBN 9782818998229), un chapitre est consacré à Lozen, dessin de Laurent Hirn.